# Forever (пісня Джастіна Бібера)
«Forever» (укр. Назавжди) — пісня канадського співака Джастіна Бібера, за участі американських реперів Post Malone та Clever. Випущена 14 лютого 2020, як третій сингл п'ятого студійного альбому Бібера Changes. Випущений разом із альбомом. Цей трек став другою співпрацею Бібера та Post Malone, після участі Бібера у записі синглу «Deja Vu» у вересні 2017 року з дебютного студійного альбому Post Malone Stoney, який вийшов у грудні того ж року.

## Автори
Інформацію про авторів отримано із Tidal.
- Джастін Бібер — вокал, автор пісні
- Post Malone — додатковий вокал, автор пісні
- Clever — додатковий вокал, автор пісні
- Poo Bear[en] — продюсер, автор пісні
- Луї Белл[en] — автор пісні, вокальний продюсер, звукорежисер
- HARV[en] — продюсер, автор пісні, клавішні
- Алі Дарвіш — автор пісні
- Біллі Волш — автор пісні
- Кріс «TEK» О'Рян — звукорежисер
- JJ Stevens — звукорежисер
- Джош Гудвін — звукорежисер, зведення, вокальний продюсер
- Елайджа Марретт-Гітч — асистент зведення
- Ченна Ван — асистент звукорежисера
- Колін Леонард — майстер інжинірингу

## Чарти
| Чарт (2020)                               | Найвища позиція |
| ----------------------------------------- | --------------- |
| Австралія (ARIA)                          | 29              |
| Австрія (Ö3 Austria Top 75)               | 28              |
| Канада (Canadian Hot 100)                 | 20              |
| Чехія (Singles Digitál Top 100)           | 24              |
| Данія (Tracklisten)                       | 17              |
| Естонія (Eesti Ekspress)                  | 26              |
| Франція (SNEP)                            | 111             |
| Німеччина (Official German Charts)        | 56              |
| Угорщина (Single Top 40)                  | 35              |
| Угорщина (Stream Top 40)                  | 23              |
| Ірландія (IRMA)                           | 23              |
| Італія (FIMI)                             | 67              |
| Нідерланди (Mega Single Top 100)          | 31              |
| Нова Зеландія (Recorded Music NZ)         | 32              |
| Норвегія (VG-lista)                       | 21              |
| Словаччина (Singles Digitál Top 100)      | 15              |
| Іспанія (PROMUSICAE)                      | 93              |
| Швеція (Sverigetopplistan)                | 10              |
| Швейцарія (Media Control AG)              | 33              |
| Велика Британія (Official Charts Company) | 29              |
| США (Billboard Hot 100)                   | 24              |
| США (Rolling Stone Top 100)               | 9               |

## Історія випуску
| Країна    | Дата           | Формат                                    | Лейбл     | Прим. |
| --------- | -------------- | ----------------------------------------- | --------- | ----- |
| Різні     | 14 лютого 2020 | цифрове завантаження потокове відтворення | Def Jam   | [ 2 ] |
| Австралія | 14 лютого 2020 | Contemporary hit radio                    | Universal | [ 1 ] |